# Михаил Гюмюшгердан
Михаил (Михалаки) Атанасов Гюмюшгердан (на гръцки: Μιχαήλ Γκιουμουσγκερδάνης) е търговец, земевладелец и фабрикант от Пловдив.
Той е виден член на Пловдивската гръцка община, поддръжник на Пловдивската гръцка митрополия и изявен противник на българското национално движение в Пловдив.

## Биография
Роден е в 1800 година в Пловдив в гудилско семейство, дошло от българското село Бойково. Баща му Атанас Гюмюшгердан (Атанасиос Гюмюсгерданис) се занимава през 30-те с абаджийство, натрупва състояние и организира разпръсната манифактура за производство на аба в Пловдивско. Има едри поръчки от османското правителство и основава търговската къща „Гюмюшгердан“.
Михаил поема къщата в 50-те години и разширява няколко пъти дейността ѝ. Избиран е за абаджибашия, ръководител на големия абаджийски еснаф в града. Има кантори в Цариград, както и в Букурещ, Виена и Лондон. Търговията на компанията е предимно с шаяци и вълна, но също така и с кожи и зърнени храни. Трупа големи печалби чрез ниски изкупни цени на вълната. В 1847 година Гюмюшгерданът построява в Дермендере една от първите текстилни фабрики на Балканите, като я оборудва с машини от Австрия. В 1853 година фабриката е разширена и е построена нова сграда. В нея има 12 предачни машини за тънка прежда, 2 с по 64 вретена за дебела прежда, 14 механични стана и преса за рязане на абата. Във фабриката работят 57 души и тя има бояджийски, даракчийски и тепавичарски отдел.
Дейността на Гюмюшгердана води до разоряване на абаджиите в Родопите и затова в 1856 година помак от Пашмакли прави опит да го убие, но вместо него убива брат му Димитър.
По време на Руско-турската война в 1877 – 1878 година фабриката е разрушена и разграбена. Имотите на Гюмюшгердана са завладени от местни селяни. След създаването на Източна Румелия Гюмюшгерданът успява да си върне част от имотите.
Михалаки Гюмюшгердан умира на 27 октомври 1881 година в Пловдив. Състоянието му е пропиляно от наследниците му.
Захарий Стоянов пише за Гюмюшгердана в „Записки по българските въстания“:
| „ | Напреде ни се изпречи бяло голямо здание с грамадни порти, за което преводачът ми разказа, че тая е фабриката за сукно и пр. на прочутия Гюмюшгердан, грък от Пловдив и неограничен деребей в страната. За успеха на своята фабрика той наложил тежка ангария по цялата Рупча и на турци, и на българи, които били длъжни да му работят денонощно с възнаграждение, дадено като милост. Разбира се, че богатият човек – като всеки богат човек бил ортак с паши и бейовци, които делели помежду си узурпирания труд на сиромашта. За да бъде по-любим на силните, той присвоил всичките характерически прищевки на развалената турска аристокрация. Имал си чибукчия, млад лангера, с червена фанела и с пъстри моралийски чорапи, имал си кьочеци и пр., които, след като отживявали своя век, преминавали в числото на пловдивската гръцка аристокрация. Ако попитате селяните българи, то нарядко ще намерите помежду им човек, който да каже лошава дума за Гюмюшгердана. „Бог да прости майка му и баща му – казват тия. – Ако не беше той да каже на пашата, че съм бил луд и постоянен негов роб във фабриката, то досега гробът ми не щеше да се познава.“ Това се обяснява твърде просто. Практичният грък, който е имал авторитет да разваля всяко кадийско решение, на когото думата не е ставала две, гдето и да отиде, незначителна работа е била за него да каже на бинбашията: „Освободете тоя пезевенгин, че имам голяма нужда от кюмюр.“ Справедливостта го изисква обаче да признаеме и това, че въобще Гюмюшгердашж е направил и много добрини на българите. Така например във време на въстанието той е запазил много български села по Рупча от хищните башибозуци. Ако неговите богатства да ги притежаваше някой българин, то едва ли и той щеше да бъде по-добър. | “ |